# Tim McKee
Alexander Timothy „Tim” McKee (ur. 14 marca 1953 w Ardmore) – amerykański pływak. Trzykrotny medalista olimpijski.
Największe sukcesy odnosił w stylu zmiennym, choć na igrzyskach pływał również stylem grzbietowym. Brał udział w dwóch igrzyskach olimpijskich (IO 72, IO 76), na obu zdobywał medale. W 1972 był drugi zarówno na dystansie 200 jak i 400 metrów stylem zmiennym. Na obu dystansach pokonał go Szwed Gunnar Larsson, w drugim przypadku o zaledwie 0,002 sekundy. W 1976 był ponownie drugi na dystansie 400 metrów, tym razem wyprzedził go rodak Rod Strachan. W 1971 zdobył srebro igrzysk panamerykańskich na dystansie 200 metrów grzbietem. W 1998 został przyjęty w poczet członków International Swimming Hall of Fame.